# Rivulus parlettei
Rivulus parlettei is een straalvinnige vissensoort uit de familie van de killivisjes (Rivulidae). De wetenschappelijke naam van de soort is voor het eerst geldig gepubliceerd in 2011 door Valdesalici & Schindler.